# Ban Công đoàn Quốc phòng (Việt Nam)
Ban Công đoàn Quốc phòng trực thuộc Tổng cục Chính trị, Bộ Quốc phòng Việt Nam thành lập ngày 6 tháng 3 năm 1949 là cơ quan Công đoàn đầu ngành của toàn quân.

## Lãnh đạo hiện nay
- Trưởng ban: Đại tá Nguyễn Văn Đề[3]
- Phó Trưởng ban: Đại tá Trần Thị Thu Hiền
- Phó Trưởng ban:

## Khen thưởng
- Huân chương Quân công hạng Ba (2014)[4]
- Huân chương Bảo vệ Tổ quốc hạng Nhất (2018)

## Hệ thống cơ quan Công đoàn trong Quân đội
- Ban Công đoàn thuộc Tổng cục Chính trị
- Ban Công đoàn thuộc Cục Chính trị của các Quân khu, Quân đoàn, Quân chủng, Binh chủng, Tổng cục và tương đương.
- Ban Công đoàn (kiêm nhiệm) thuộc các Sư đoàn, Lữ đoàn, Vùng Cảnh sát biển, Bộ CHQS tỉnh, thành phố trực thuộc TW, Bộ CHBP tỉnh, thành phố trực thuộc Trung ương và tương đương.